# 60'erne f.Kr.
Århundreder: 2. århundrede f.Kr. – 1. århundrede f.Kr. – 1. århundrede
Årtier: 110'erne f.Kr. 100'erne f.Kr. 90'erne f.Kr. 80'erne f.Kr. 70'erne f.Kr. – 60'erne f.Kr. – 50'erne f.Kr. 40'erne f.Kr. 30'erne f.Kr. 20'erne f.Kr. 10'erne f.Kr.
År: 69 f.Kr. 68 f.Kr. 67 f.Kr. 66 f.Kr. 65 f.Kr. 64 f.Kr. 63 f.Kr. 62 f.Kr. 61 f.Kr. 60 f.Kr.